# الميغالايي
الميغالايي (باللاتينية: Meghalayan)، وهو الاسم الذي أطلقته اللجنة الدولية للطبقات في عام 2018 على العصر الحالي أو العصر الجيولوجي الأخير - أو المرحلة العليا من العصر الرباعي. وهو أيضًا أعلى أو أحدث الأقسام الثلاثة الفرعية من مرحلة أو نسق الهولوسيني، وقد امتدت من 0.0042 مليون سنة مضت وحتى زمننا الحاضر، لمدة 0.0042 مليون سنة تقريبا. وهذه الطريقة في تقسيم الوقت تعتمد في الجيولوجيا فقط؛ فليس لها علاقة بنظام العصور الثلاث للفترات التاريخية التي ينقسم إليها التطور البشري أحيانًا.

## الخط الزمني
بدأ الميغالايي منذ 4200 سنة قبل الميلاد (حوالي 2251 قبل الميلاد أو 7750 حسب التقويم الإنساني). في 2019 أرخ كل من "سامولي هيلاما" و"ماركو أوينونين" بداية الميغالايي إلى الفترة من 2190 إلى 1990 قبل الميلاد. بدأ العصر بجفاف دام 200 عام أثر على الحضارات البشرية في شرق المتوسط وبلاد ما بين النهرين ووادي السند ووادي نهر يانغتسي. وحسب ما ذكر "ستانلي سي فيني"، الأمين العام للاتحاد الدولي للعلوم الجيولوجية: "حقيقة أن بداية هذا العصر تتزامن مع التحول الثقافي ناجم عن حدث مناخي عالمي تجعله فريدًا من نوعه".

## الأصل
تم تسمية هذا العصر على اسم ولاية ميغالايا في شمال شرق الهند، حيث وجدت الصواعد التي استخدمت لتحديد عمرها.
صادقت اللجنة الدولية للطبقات رسميًا على هذا العصر في يونيو 2018، بجانب العصرين/المراحلتين السابقتين الغرينلاندي والنورثغريبي. إن نقطة ومقطع الطراز الطبقي الحدي العالمي (GSSP) عبارة عن تكوين كهف موملوه في ميغالايا. كهف موملوه هو أحد أطول وأعمق الكهوف في الهند، وقد كانت الظروف هناك مناسبة للحفاظ على العلامات الكيميائية للانتقال عبر العصور. لا يمكن رؤية آثار الحدث المناخي بالعين المجردة على الصواعد، لكن تحليلها يكشف عن تغيرات مفاجئة في نسبة نظائر للأكسجين المستقرة (δ18O) قبل 4300 و4100 سنة، وهو ما يفسر على ضعف في الرياح الموسمية بنسبة تتراوح بين 20 و30% في هذه المنطقة من الهند. أما الطبقة العالمية المساعدة فهي لب جليدي من جبل لوغان في كندا.
| العصر     | الفترة       | المرحلة     | أهم الأحداث | البداية (م.س.مضت) |
| --------- | ------------ | ----------- | --- | ----------------- |
| الرباعي   | الهولوسيني   | الميغالايي  | - أحداث جيولوجية:حدث 4.2 الف سنة. - أحداث حيوية :التوسع الشعوب الأسترونيزية، زيادة ثاني أكسيد الكربون الصناعي. | 0.0042            |
| الرباعي   | الهولوسيني   | النورثغريبي | - أحداث جيولوجية:حدث 8.2 الف سنة، الذروة المناخية للهولوسيني. فيضانات مستوى سطح البحر في دوجرلاند وسوندالاند. الصحراء الكبرى تتحول إلى صحراء. - أحداث حيوية :نهاية العصر الحجري وبداية التاريخ المسجل. أخيرًا توسع البشر في أرخبيل القطب الشمالي وجرينلاند. | 0.0082            |
| الرباعي   | الهولوسيني   | الغرينلاندي | - أحداث جيولوجية: يستقر المناخ. - أحداث حيوية : يبدأ الانقراض الحالي بين جليديين والهولوسيني. بداية الزراعة. ينتشر البشر عبر الصحراء الكبرى الرطبة وشبه الجزيرة العربية، وأقصى الشمال، والأمريكيتين (البر الرئيسي ومنطقة الكاريبي).                        | 0.0117 ± 0.000099 |
| الرباعي   | البليستوسيني | المتأخر     | - أحداث جيولوجية: العصر الجليدي الإيمي، العصر الجليدي الأخير، مع نهاية درياس الأصغر. ثوران توبا. - أحداث حيوية :انقراض الحيوانات الضخمة في البلستوسيني (بما في ذلك آخر الطيور المرعبة). توسع البشر في أوقيانوسيا القريبة والأمريكيتين.                     | 0.129             |
| الرباعي   | البليستوسيني | التشيباني   | - أحداث جيولوجية:حدث انتقال منتصف البليستوسيني، دورات جليدية عالية السعة تبلغ 100 ألف سنة. - أحداث حيوية :ظهور الإنسان العاقل. | 0.774             |
| الرباعي   | البليستوسيني | الكالابري   | - أحداث جيولوجية:زيادة برودة المناخ. - أحداث حيوية :انقراض طيور الرعب العملاقة. انتشار الإنسان المنتصب في جميع أنحاء أفرو-أوراسيا. | 1.8               |
| الرباعي   | البليستوسيني | الجيلاسي    | - أحداث جيولوجية: بداية التجلّد الرباعي والمناخ غير مستقر. - أحداث حيوية : ظهور الحيوانات الضخمة البليستوسيني والإنسان الماهر. | 2.58              |
| النيوجيني | البليوسيني   | البياشنزي   | أقدم | أقدم              |